# Auronzo di Cadore
Auronzo di Cadore (Aurónzo o Aurónze in ladino) è un comune italiano di 3 002 abitanti della provincia di Belluno in Veneto. Il comune è noto per ospitare sul suo territorio la parte meridionale delle Tre Cime di Lavaredo.

## Geografia fisica
(Giosuè Carducci, Ode Cadore)

### Territorio
Il comune di Auronzo si estende su un'area molto vasta, comprendente le località di Cima Gogna e Misurina con l'omonimo lago. L'area è attraversata dal torrente Ansiei che, grazie allo sbarramento della diga del 1932, forma il lago artificiale di Santa Caterina o più conosciuto come il lago di Auronzo. Il bacino artificiale, con i suoi 3 km di lunghezza, bagna anche il centro abitato.
Attraversato il lago, l'Ansiei continua il suo percorso fino alla località di Treponti presso Cima Gogna, dove si immette nel fiume Piave.

## Origini del nome
L'origine del toponimo è ancora incerta. Essendo Auronzo un paese preromano, non è possibile che il nome derivi da aurum, oro in latino, né tanto meno da argento, pur essendoci varie miniere di questi metalli preziosi disseminate in tutto il comune; una teoria da prendere in considerazione, invece, lo avvicinerebbe agli Eboruntii o Aboruntii, che sarebbero stati gli antichi abitanti del Cadore.

## Storia

### Dai Veneti ai Romani
Le prime evidenze archeologiche in Val d'Ansiei che potessero far pensare ad un popolamento in età romana furono scoperte negli ultimi anni del XX secolo, benché uno storico, Giovanni Candido, avesse già scritto nel resoconto di un suo viaggio tra il Friuli e il Cadore avvenuto trecento anni prima, di un luogo chiamato "Auronzo, dove molte vestigia d'antichità veggonsi".
Nei secoli erano state ritrovate soltanto poche monete di fattura romana, raffiguranti il console Manlio Aquilio (129 a.C.) e l'imperatore Gallieno (260 d.C.-268 d.C.), senza però alcun contesto né informazioni aggiuntive. Grazie anche alla benevolenza del proprietario, negli anni novanta presso la casa Molin in via Tarin si trovarono le prime strutture di età romana. Da quel momento le scoperte si susseguirono con ritmo incalzante, fino a delineare un quadro assolutamente inedito: la val d'Ansiei è abitata sicuramente fin dal II secolo a.C. Sul monte Calvario, dietro la chiesa di Santa Giustina a Villagrande, è in corso di scavo uno dei siti archeologici più importanti del Veneto; un luogo di culto attivo dal II secolo a.C. al IV secolo d.C.

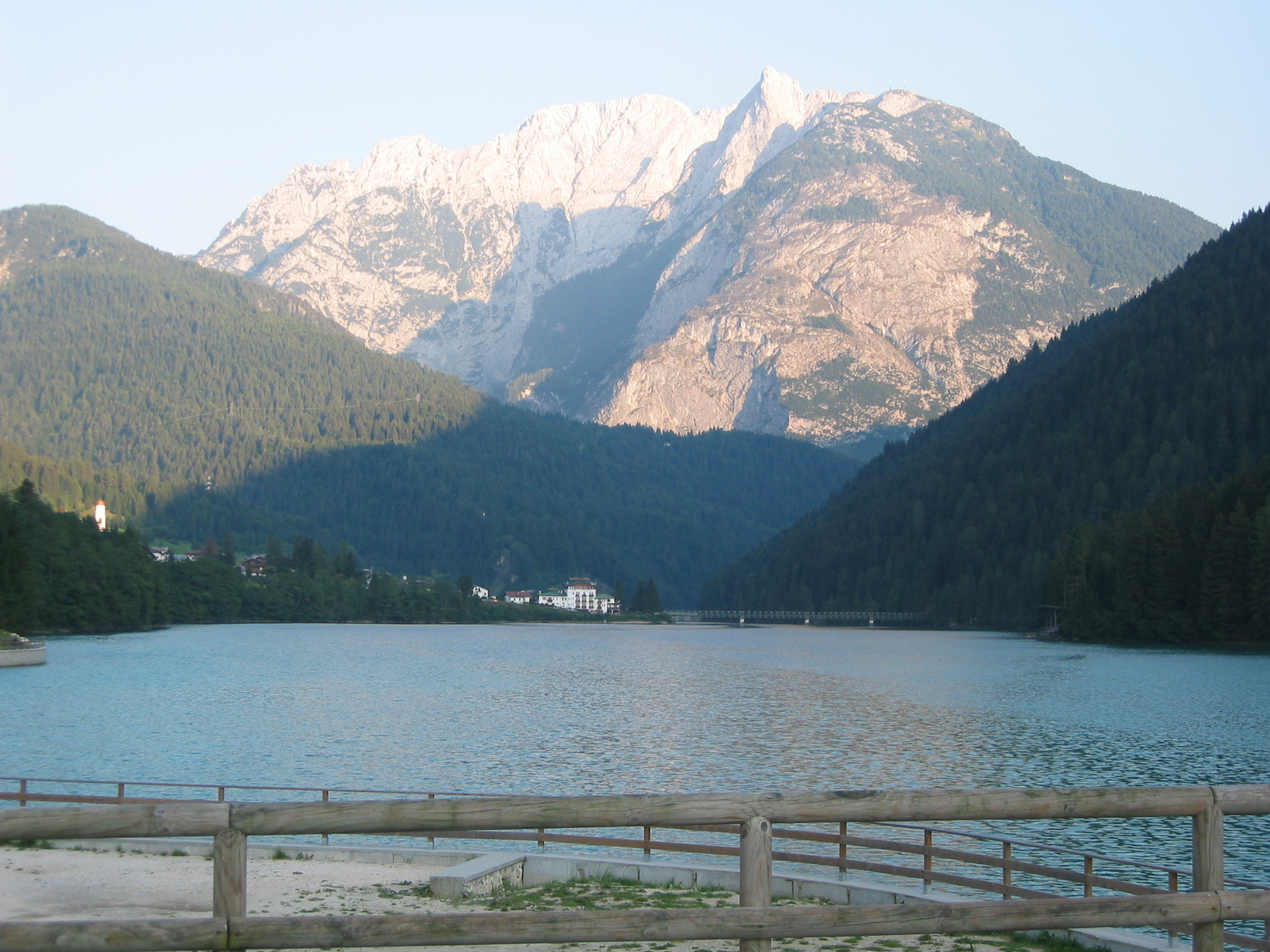
Vista del lago di Auronzo

Le iscrizioni del sito dimostrano l'uso della scrittura venetica fino almeno a tutto il I secolo d.C., molto più tardi che in pianura, diventando l'anello mancante per la nascita della scrittura runica. Il sito è già stato presentato a Roma in una manifestazione nazionale sull'archeologia. Peraltro, il rinvenimento di alcuni frammenti di terracotta, probabilmente cocci di vasi risalenti a età preromana, hanno dato un senso ai racconti popolari che parlavano del porteà (cimitero) dei pagane in frazione Malon (1300 metri s.l.m.). Qui sono visibili imponenti muri a secco, a dominare le scarpate sottostanti, mentre su un lato si presentano imponenti terrazzamenti (anche di 3 metri di altezza), chiamati dai valligiani i altare dei pagane.
In frazione Villapiccola furono poi trovate, nei pressi della chiesa, 6 monete di bronzo che coprono tre secoli (27 a.C.-211 d.C.), indizio di un tesoretto o di un abitato. Quasi di fronte alla chiesa, dall'altra parte del lago, venne ritrovata una moneta di Augusto durante i lavori di costruzione della strada che costeggia il bacino.
Rilevanti anche i reperti scoperti a Cima Gogna che, ancora secondo le leggende locali, ospitava anticamente un centro abitato di notevoli dimensioni. Il patrimonio ambientale è proprietà delle Magnifiche Regole di Villagrande e Villapiccola, antichissime forme di gestione dei beni di proprietà collettiva dei "regolieri" titolari di un patrimonio inalienabile, indivisibile ed inusucapibile. Tale patrimonio ereditato dai nostri progenitori deve essere salvaguardato, migliorato e trasferito alle future generazioni. Con la venuta di Napoleone, nel 1806, tale patrimonio fu, con la scomparsa delle "regole" dato in amministrazione ai nascenti comuni.

### Simboli
Lo stemma e il gonfalone sono stati concessi con DPR del 25 marzo 1998.
Lo stemma è troncato semipartito: nel primo è riprodotto l'emblema del Cadore; nel secondo il gallo auronzano; il terzo è troncato di rosso e verde, i colori assegnati ad Auronzo dalla Repubblica Veneta.
Il gonfalone è un drappo rettangolare troncato di verde e di rosso.

## Monumenti e luoghi d'interesse

### Architetture civili
- Grand Hotel Misurina

### Architetture religiose
- Chiesa parrocchiale di Santa Giustina, nel quartiere Villagrande, risalente alla seconda metà del XVIII secolo ma di fondazione duecentesca.
- Chiesa parrocchiale di San Lucano nel quartiere Villapiccola, risalente alla metà dell' XIX secolo ma di fondazione medievale.
- Santa Maria Assunta, Cima Gogna – La chiesetta di Santa Maria Assunta venne fatta costruire nel 1904-1905 dal cav. Angelo Barnabò. Raffaele Piazza da Lorenzago aveva scolpito in legno un'Assunta, rubata poi nel 1917-18.
- Santa Caterina d'Alessandria, in prossimità della diga – Una chiesa dedicata a santa Caterina d'Alessandria doveva esistere già l'8 ottobre 1388. Fu ricostruita in forme tardogotiche nella metà del XVI secolo dal mastro carnico Nicolò Ruopel e nel XVII secolo venne aggiunto il portico antistante. La sacrestia adiacente, aggiunta in epoche successive, fu demolita nel corso dell'ultimo restauro per riportare alla luce la bella finestra gotica traforata sul lato destro dell'abside.
- Madonna delle Grazie, via Roma – Anticamente sorgeva un capitello in onore della B.V. di Monte Ortone. Auronzo, da secoli in lotta con Dobbiaco per il possesso di Misurina e di alcuni pascoli adiacenti, nel 1738 fece voto di erigere una chiesetta dedicata alla Madonna delle Grazie, per porre fine agli scontri con il paese confinante. Matteo Pamperch, architetto della Val Badia, edificò la presente chiesetta, consacrata nel 1745. La chiesetta ha tre altari: quello maggiore, decorato con meravigliosi stucchi settecenteschi, uno dedicato a s. Filomena e l'altro a s. Anna. La questione con Dobbiaco venne risolta nel 1753 e in tale occasione in cima alla cupola fu posto un gallo in ferro battuto con tre buchi sulla pancia a ricordo della leggenda della vecchia e del gallo cui si attribuisce la soluzione del conflitto.
- S.S. Rocco e Sebastiano, via Carducci – Auronzo eresse alla fine del XV secolo un altare ai due santi che dal luogo venne detto capitèl da Corte, per la protezione dalle frequenti pestilenze. Nel 1617 al suo posto sorse una chiesetta. Nel 1856 Auronzo, in seguito ad un'epidemia di colera, fece voto di rinnovare la chiesa: l'architetto Segusini si occupò della ristrutturazione neoclassica della chiesa, terminata nel 1858. Sull'altare vi sono le statue dei due santi Rocco e Sebastiano, scolpite dal Besarel.
- Regina Pacis(parrocchiale), Reane – La chiesa venne costruita su disegno del geometra Silvio Oddone e consacrata il 22 maggio 1952. È parrocchiale dal 1960.
- San Michele Arcangelo, Stabiziane – II dott. Michele Vecellio, nella seconda metà del XVII secolo fece costruire nei suoi pascoli un capitello dedicato a San Michele. Nel 1717 il suddetto capitello venne sostituito da una cappella per poter celebrare la messa per gli addetti alla fienagione e per i boscaioli del vicino bosco di S. Marco. Nel 1846 il comune d'Auronzo demolì la vecchia e fece costruire l'attuale bella chiesetta.
- Madonna della Salute, Misurina – La chiesetta venne costruita nel 1899-900 dalla Società del Grande Albergo Misurina, nel bosco, di fianco all'albergo, per volere della regina Margherita di Savoia in memoria di Umberto I. La chiesa conservava una pala di Tommaso Da Rin con la Madonna della Salute, trafugata durante la prima guerra mondiale. Ora l'altare è arricchito da una pala dipinta da Pio Solero nel 1923, che è una copia della celebre Madonna del Cardellino di Raffaello Sanzio.
- Maria Santissima della Fiducia, Monte Piana – Sul monte divenuto tristemente famoso per le cruente vicende del primo conflitto mondiale, si decise di erigere una chiesetta, progettata dall'ing. Floriano Dall'Armi di Treviso. La pala in pietra è opera di Talete Costi, rappresenta la Madonna tra due soldati, uno ferito a morte, l'altro in armi e in atto di pregare. Venne costruita nel 1964-65 e consacrata nel 1966.
- Maria Ausiliatrice Madonna della Croda, Tre Cime di Lavaredo – Questa chiesetta fu eretta a ricordo del 12º Battaglione Bersaglieri, costruita nel 1917, in pieno tempo di guerra. La chiesetta attuale è stata ricostruita in epoca più recente.
- Grotta della Madonna di Lourdes, Tre Crode – Eretta nel 1959 su progetto dell'ing. Mario Croff, ha due statue in bronzo della Madonna e di Bernadette dello scultore Giuseppe Romanelli di Venezia. In prossimità della stessa, sulla destra, si trova una sorgente di acque ferruginose.[8]

### Miniere
La miniera dell'Argentiera si trova in Val d'Ansiei, sulle pendici del Monte Rusiana, a 1013 m s.l.m. Dalla miniera dell'Argentiera già a partire dal XV secolo si estrassero: "blenda concrezionata, galena e pirite e dove la ganga è costituita da dolomite, baritina e quarzo". Questa miniera venne abbandonata negli anni '70.
Sopra le borgate di Reane e di Rizio, a 1250 m s.l.m., c'è la miniera di Ferrera da cui si traeva galena con blenda, poca pirite, simithsonite, anglesite e cerussite. 
Accanto al giacimento di Ferrera, a 1400 m s.l.m. la miniera di Grigna estraeva i medesimi minerali già da molti anni, pur essendo stata abbandonata e ripresa più volte. 
Sopra S. Rocco, a 1500 m s.l.m., c'è la miniera di Pian da Barco,aperta nel 1864 avendovi trovato un "tenue deposito calaminario abbondante di galena e di pirite". Vi si trovò anche antracite, ma il deposito venne presto esaurito.

## Società

### Evoluzione demografica

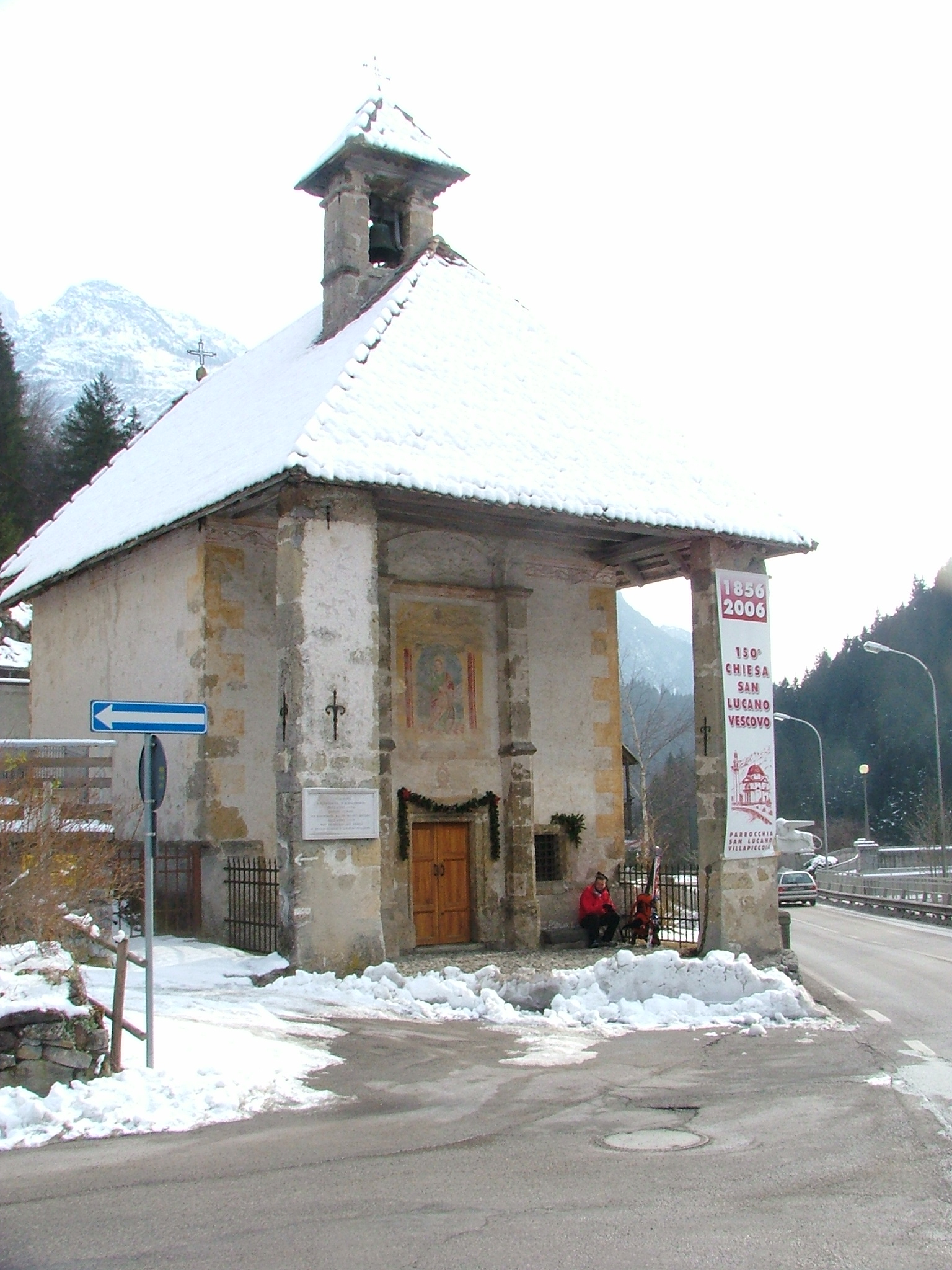
Chiesa di Santa Caterina

Abitanti censiti

## Cultura

### Musei
Nel giugno 2008 è stato inaugurato il Museo Civico in via Dante presso il palazzo Corte Metto (fine XVIII sec.) con quattro sezioni: Scienze della Vita e della Terra al primo piano, archeologia al secondo, la "Grande Guerra" al terzo e l'attività mineraria e mineralogica nell'ultimo. Il Palazzo è inoltre sede di mostre temporanee a tema vario: in passato ha ospitato mostre di fotografia naturalistica, alpinismo, storia dello sci e filatelia.

## Amministrazione
| Periodo        | Periodo          | Primo cittadino                | Partito                            | Carica  | Note   |
| -------------- | ---------------- | ------------------------------ | ---------------------------------- | ------- | ------ |
| luglio 1980    | giugno 1985      | Pietro Zandegiacomo Riziò      | lista civica                       | Sindaco | [ 10 ] |
| 9 luglio 1985  | 7 giugno 1990    | Pietro Zandegiacomo Riziò      | lista civica                       | Sindaco | [ 10 ] |
| 8 giugno 1990  | 31 maggio 1992   | Pietro Zandegiacomo Riziò      | lista civica                       | Sindaco | [ 11 ] |
| 6 giugno 1992  | 24 aprile 1995   | Giuseppe Zandegiacomo Sampogna | Democrazia Cristiana               | Sindaco | [ 12 ] |
| 24 aprile 1995 | 29 dicembre 1997 | Renato Corte Sualon            | centro                             | Sindaco | [ 11 ] |
| 25 maggio 1998 | 28 maggio 2002   | Walter Antoniol                | lista civica                       | Sindaco | [ 13 ] |
| 28 maggio 2002 | 29 maggio 2007   | Walter Antoniol                | lista civica Insieme per Auronzo   | Sindaco | [ 14 ] |
| 29 maggio 2007 | 7 maggio 2012    | Bruno Zandegiacomo Orsolina    | lista civica Insieme per Auronzo   | Sindaco | [ 15 ] |
| 7 maggio 2012  | 12 giugno 2017   | Daniela Larese Filon           | lista civica Auronzo viva          | Sindaco | [ 16 ] |
| 12 giugno 2017 | 13 giugno 2022   | Tatiana Pais Becher            | lista civica Insieme per Auronzo   | Sindaco |        |
| 13 giugno 2022 | in carica        | Dario Vecellio Galeno          | lista civica Auronzo per il futuro | Sindaco |        |

### Gemellaggi
- Lipari[senza fonte]
- Ilópolis[senza fonte]

### Altre informazioni amministrative
La denominazione del comune fino al 1961 era Auronzo.
Nel comune sono presenti le magnifiche regole di Villagrande e Villapiccola, ricostituite dopo 200 anni di amministrazione comunale in base alla legge regionale (riordino delle regole) del 1996. Le regole sono proprietarie sia singolarmente sia in comunione di circa 15.000 ettari di territorio, in gran parte utilizzati a fini agro-silvo-pastorali.

## Sport

### Hockey su ghiaccio
Ad Auronzo è attiva, attualmente solo nel settore giovanile, l'U.S. Tre Cime. L'Hockey Club Auronzo vanta 20 partecipazioni alla Serie A, e un secondo posto, ottenuto nella stagione 1950-51.

### Ciclismo
Auronzo di Cadore è stata sede di arrivo di tappa del Giro d'Italia: la prima nel 1946, l'ultima nel 1973. In diverse altre edizioni del Giro si è svolta una tappa con arrivo presso le Tre Cime di Lavaredo.
| Anno | Tappa | Partenza | km  | Vincitore di tappa | Maglia rosa  |
| ---- | ----- | -------- | --- | ------------------ | ------------ |
| 1946 | 13ª   | Udine    | 124 | Fausto Coppi       | Gino Bartali |
| 1948 | 15ª   | Udine    | 125 | Vincenzo Rossello  | Ezio Cecchi  |
| 1953 | 18ª   | Vicenza  | 186 | Bruno Monti        | Hugo Koblet  |
| 1973 | 19ª   | Andalo   | 208 | José Manuel Fuente | Eddy Merckx  |

È stata inoltre sede di partenza delle seguenti tappe del Giro d'Italia:
| Anno | Tappa | Arrivo             | km  | Vincitore di tappa | Maglia rosa  |
| ---- | ----- | ------------------ | --- | ------------------ | ------------ |
| 1946 | 14ª   | Bassano del Grappa | 203 | Fausto Coppi       | Gino Bartali |
| 1948 | 16ª   | Cortina d'Ampezzo  | 90  | Fausto Coppi       | Ezio Cecchi  |
| 1953 | 19ª   | Bolzano            | 164 | Fausto Coppi       | Hugo Koblet  |
| 1973 | 20ª   | Trieste            | 197 | Marino Basso       | Eddy Merckx  |

### Canoa
Ogni anno si svolge una gara nazionale di canoa in giugno ed una internazionale in luglio.

### Corsa in montagna
Fin dal 1973 si tiene ogni anno in agosto la Camignada poi sie' refuge, una corsa in montagna non competitiva che si snoda per più di 30 chilometri, dal lago di Misurina al lago di Auronzo, lungo sei rifugi alpini nei gruppi delle Tre Cime di Lavaredo, del Monte Paterno e della Croda dei Toni.

### Calcio
Dal mese di luglio del 2008 fino al 2024, la cittadina nel bellunese ha ospitato il ritiro estivo della S.S. Lazio e dal 2015 quello della SPAL, per due anni.

### Automobilismo
Dal 2000 al 2010 si sono svolte le 11 edizioni della cronoscalata “Auronzo - Passo Sant’Antonio” organizzata dalla "Auronzo Autoracing" di Renato Bombassei. Bombassei è stato l’ideatore e progettista delle ReBo, prototipi da corsa.

## Galleria d'immagini

### Il centro abitato

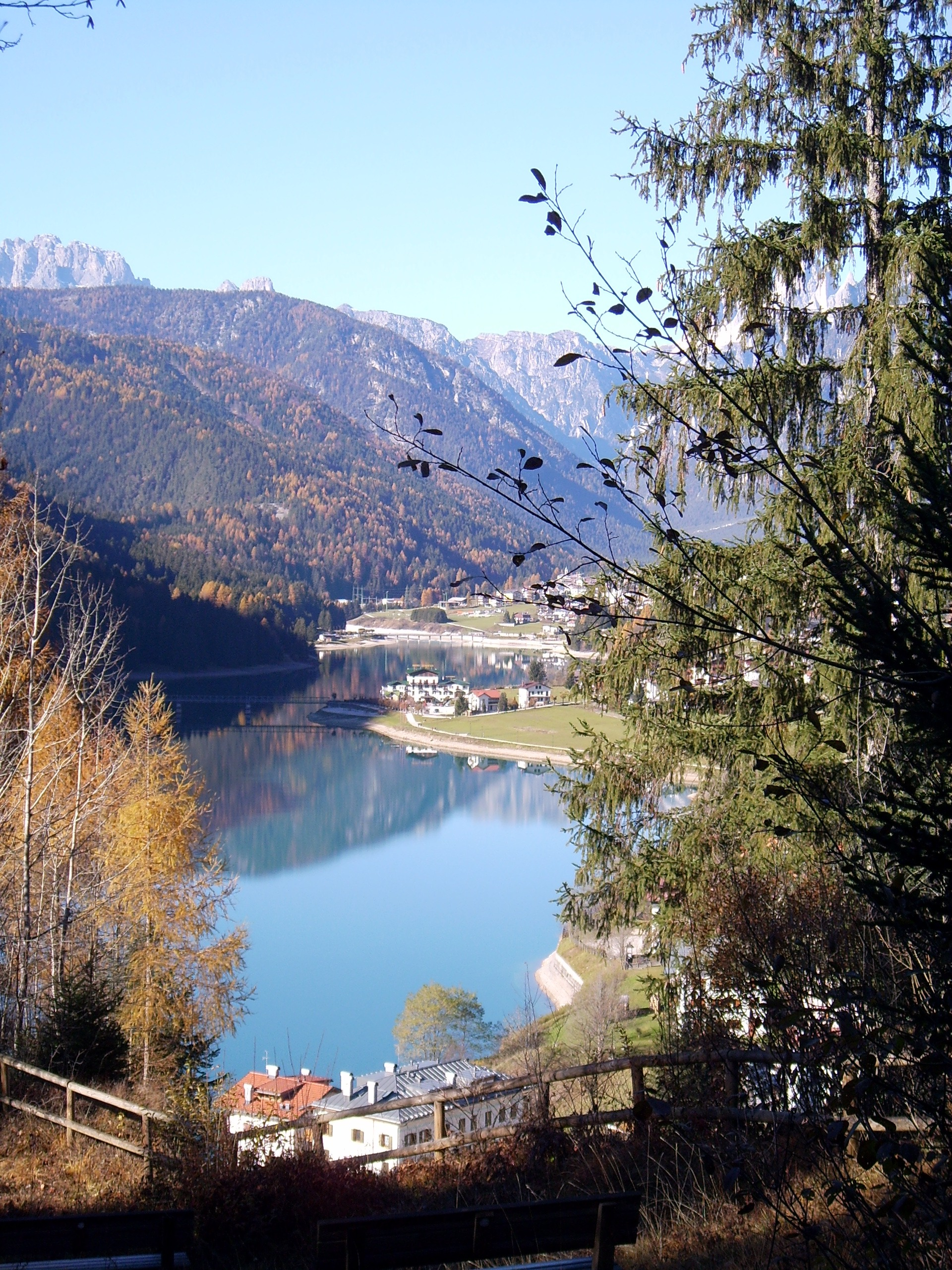
Il lago e parte dell'abitato
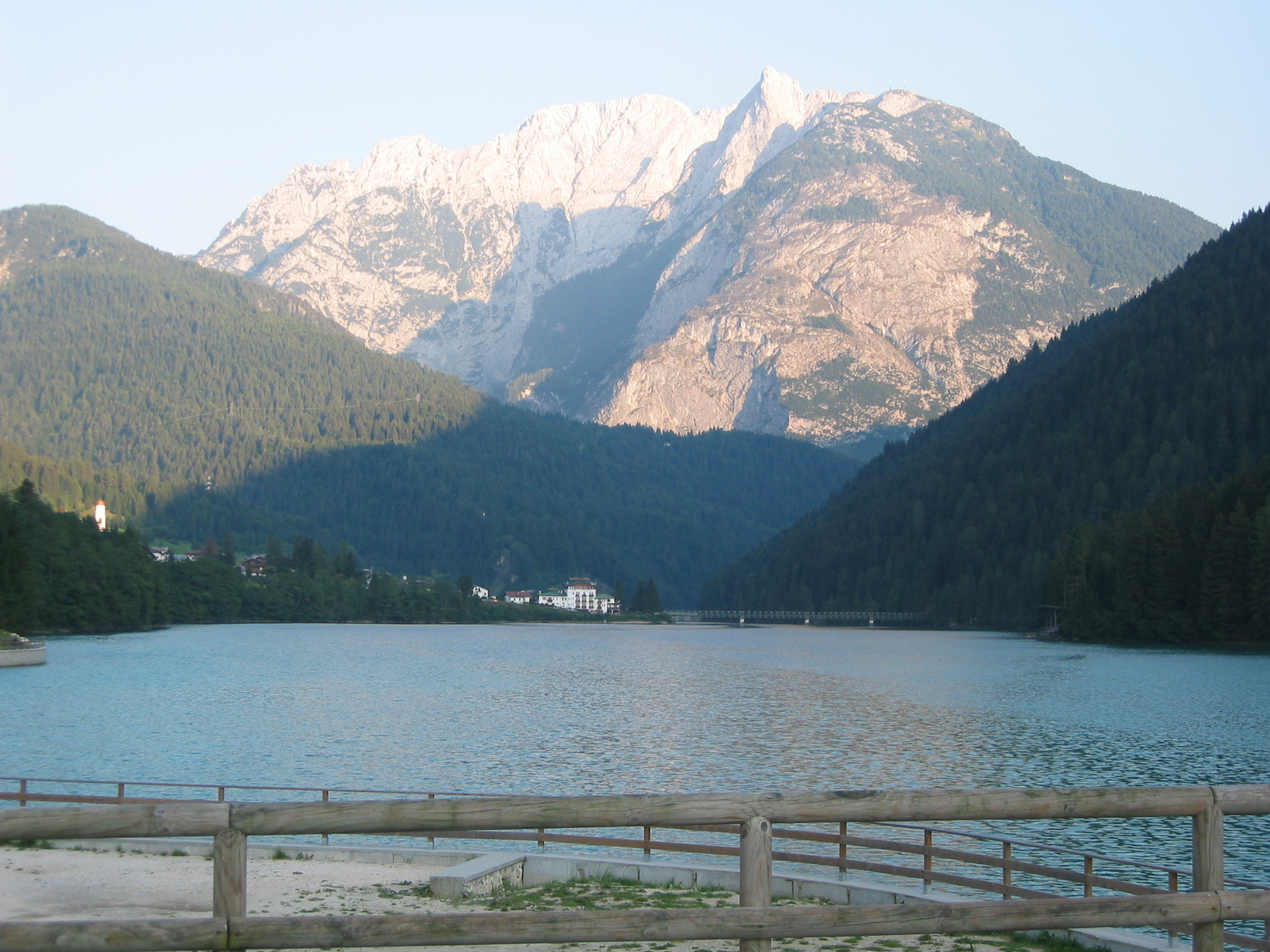
Vista del lago di Auronzo
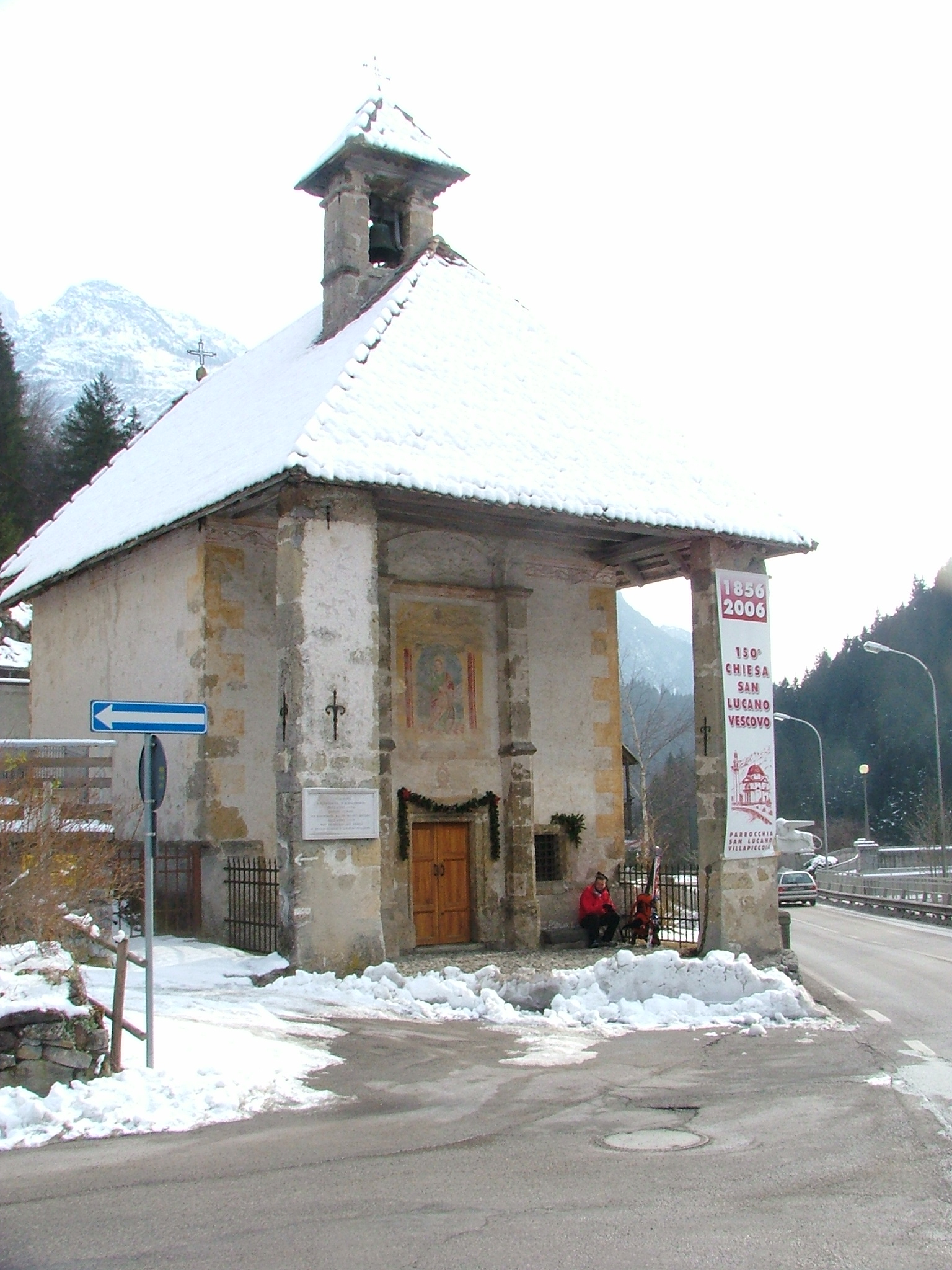
Chiesetta di Santa Caterina
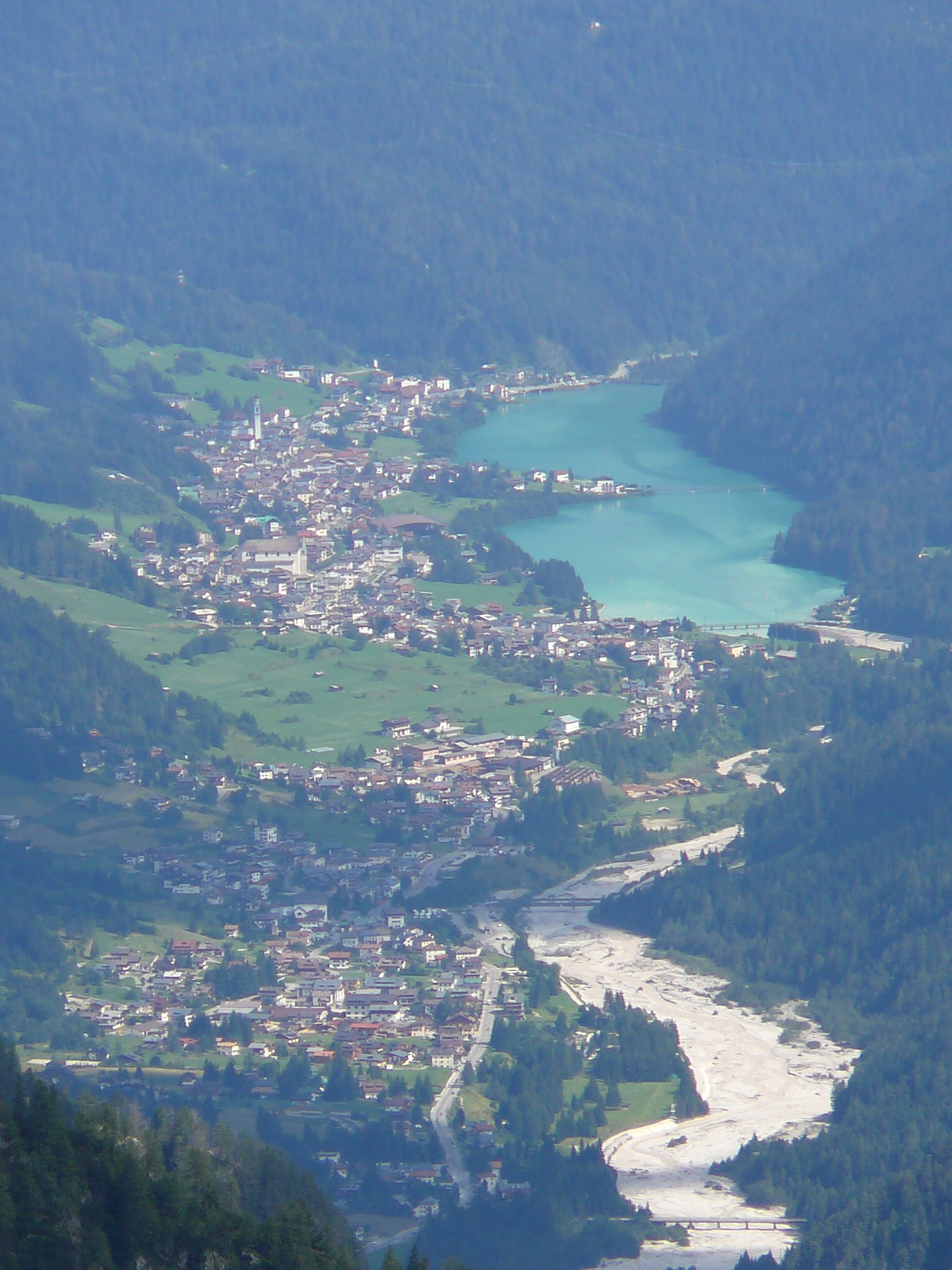
Auronzo e il lago visti dalle Tre Cime di Lavaredo
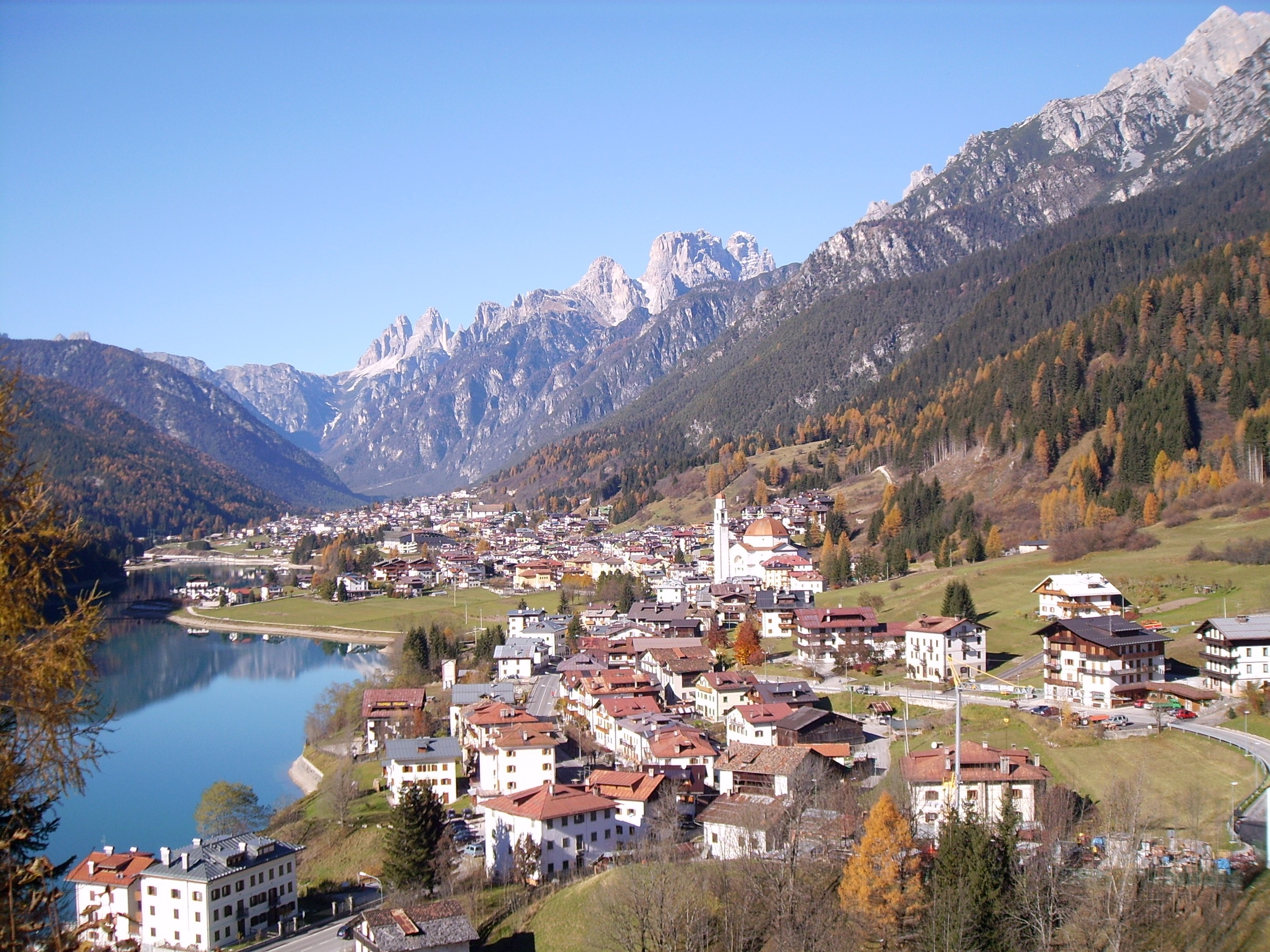
Panoramica del paese
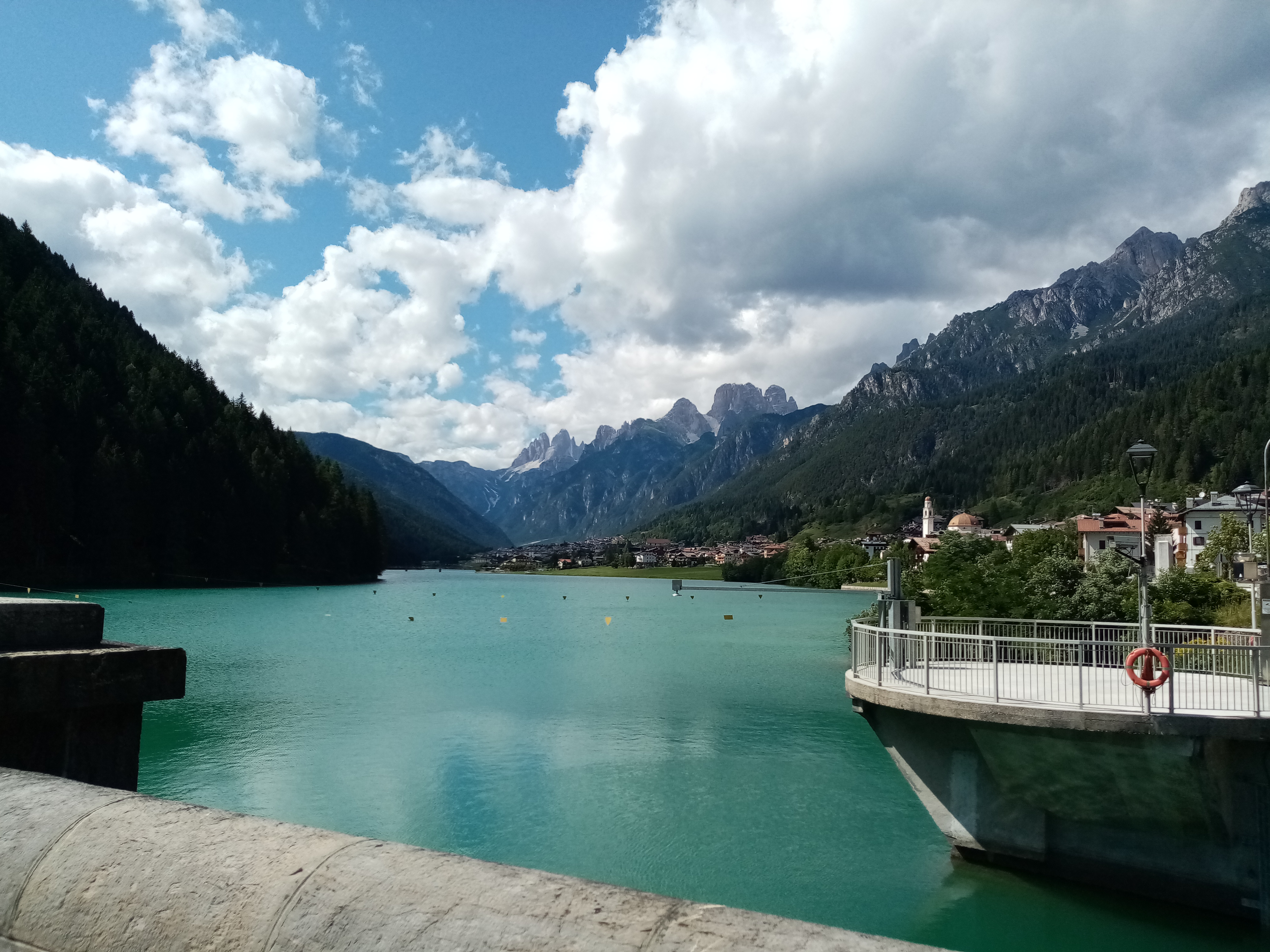
Lago di Santa Caterina
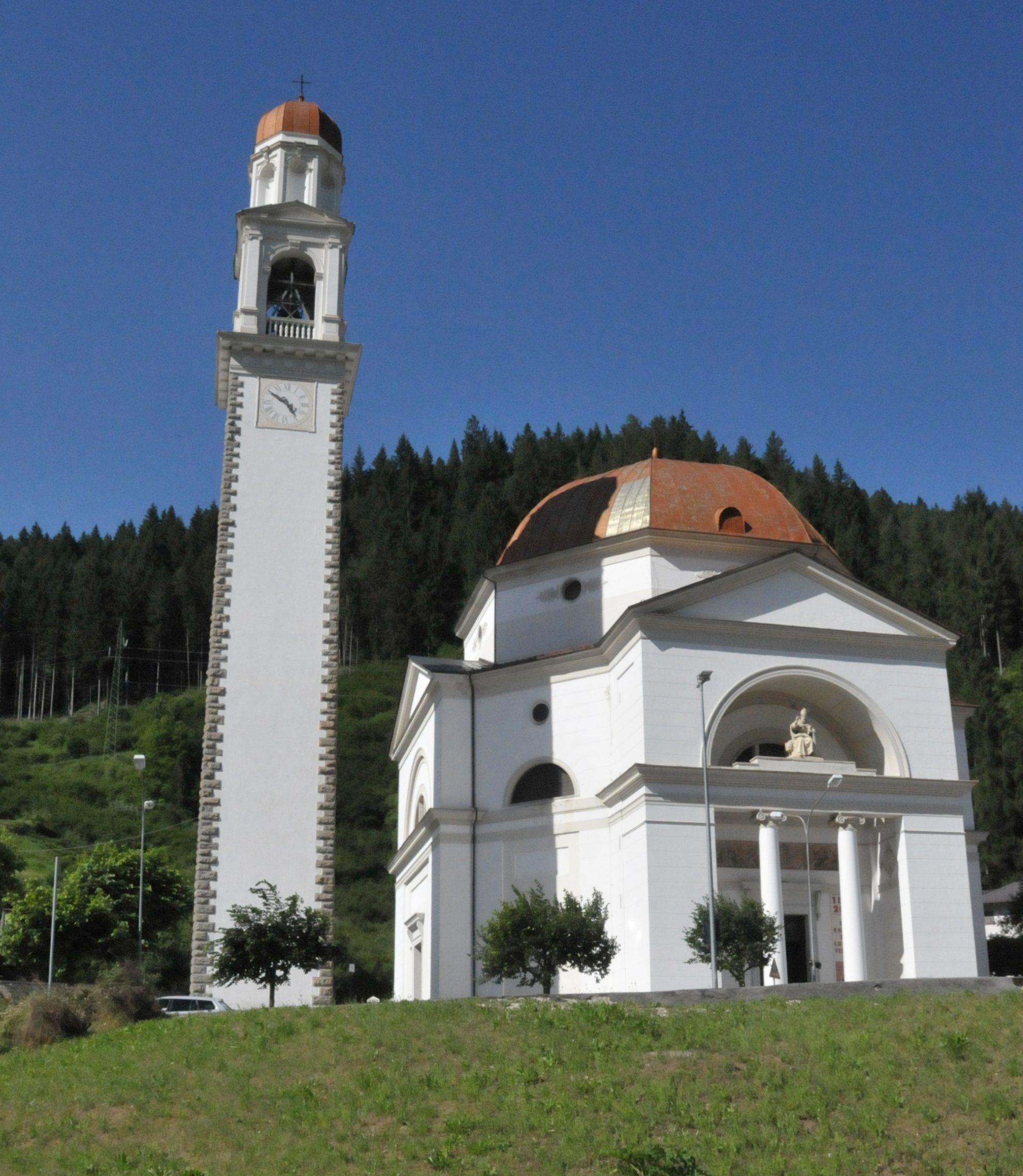
Parrocchiale di San Lucano a Villapiccola

### Natura e montagne

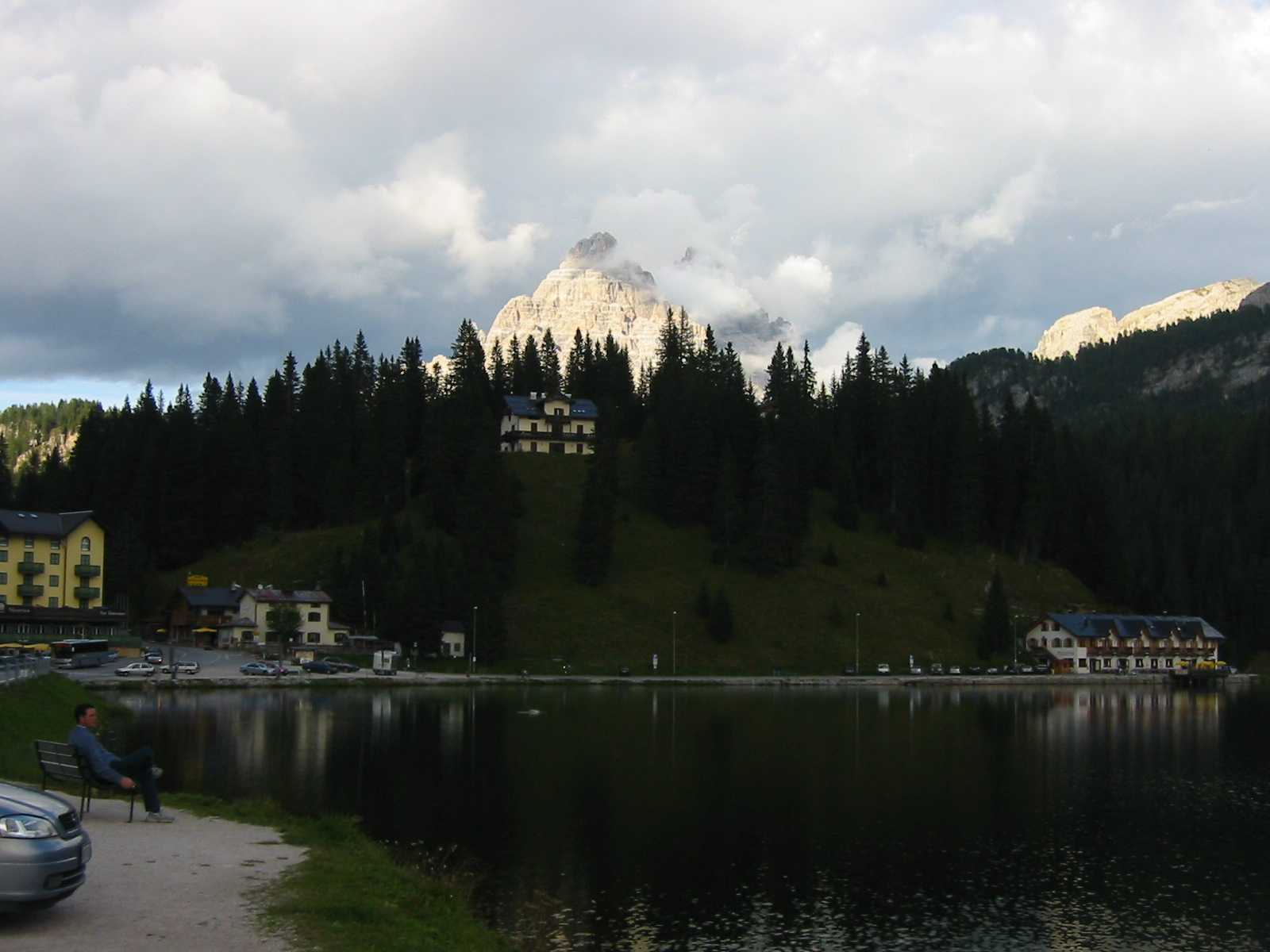
Il lago di Misurina
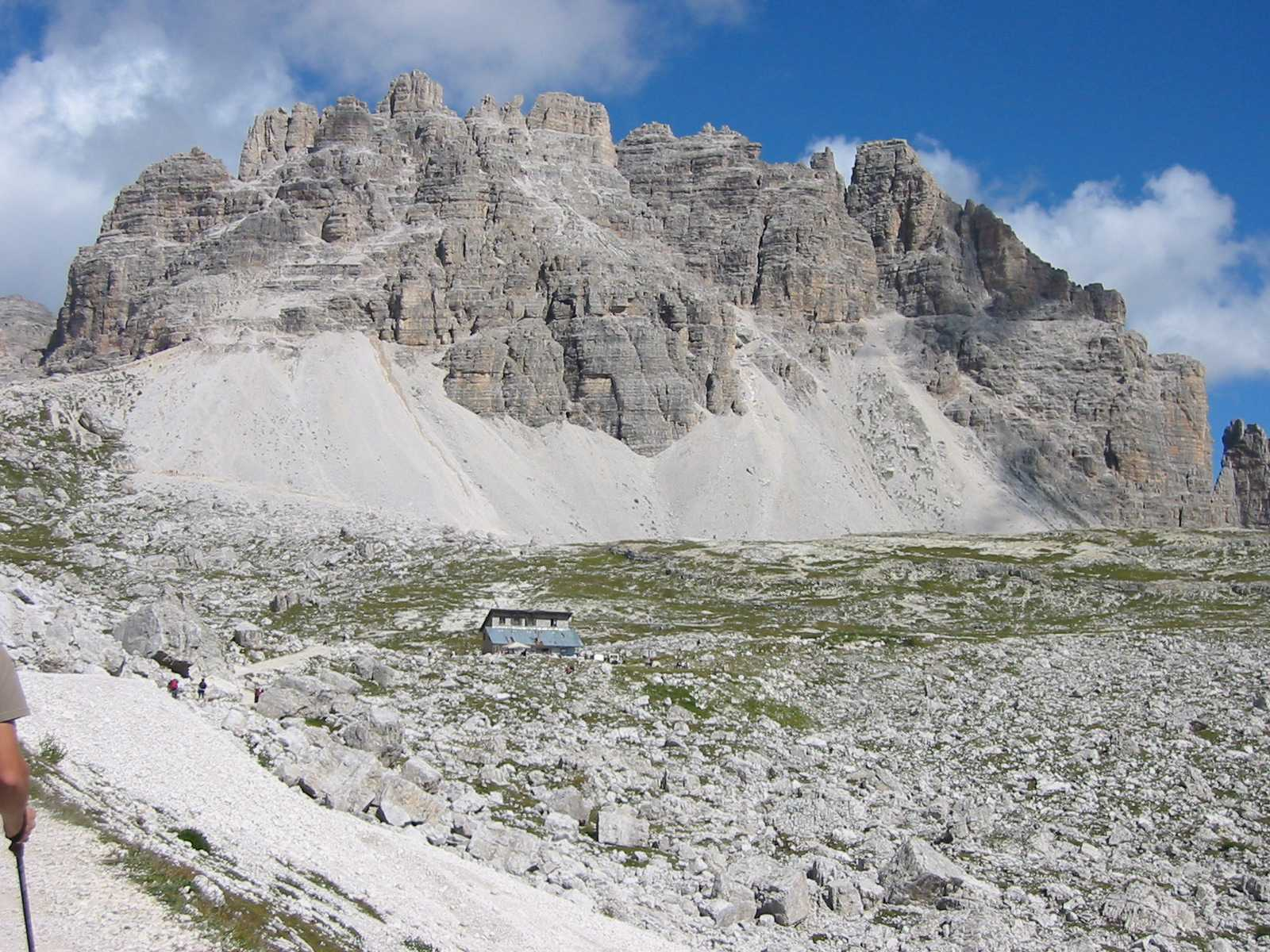
Il rifugio Lavaredo
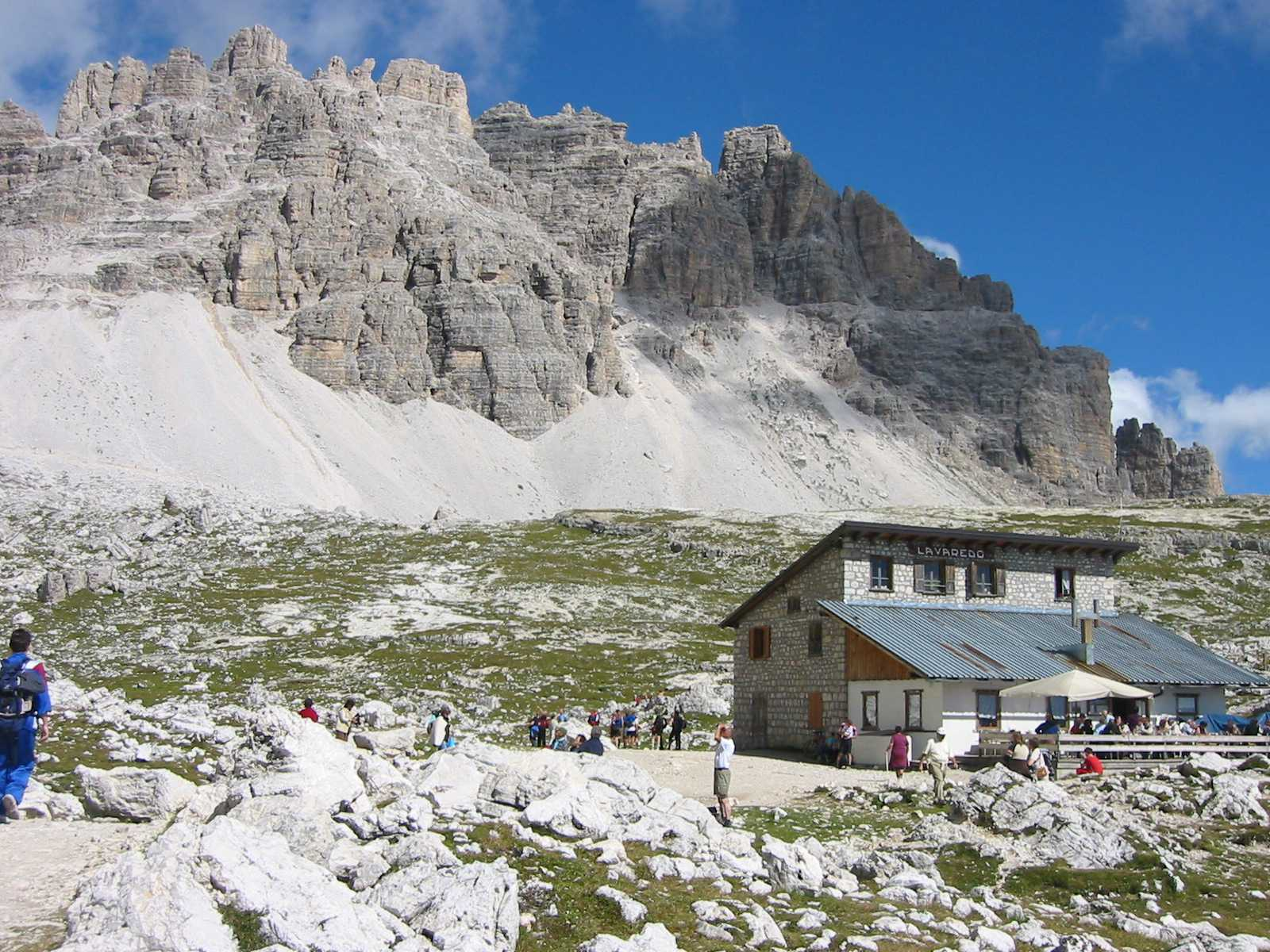
Il rifugio Lavaredo
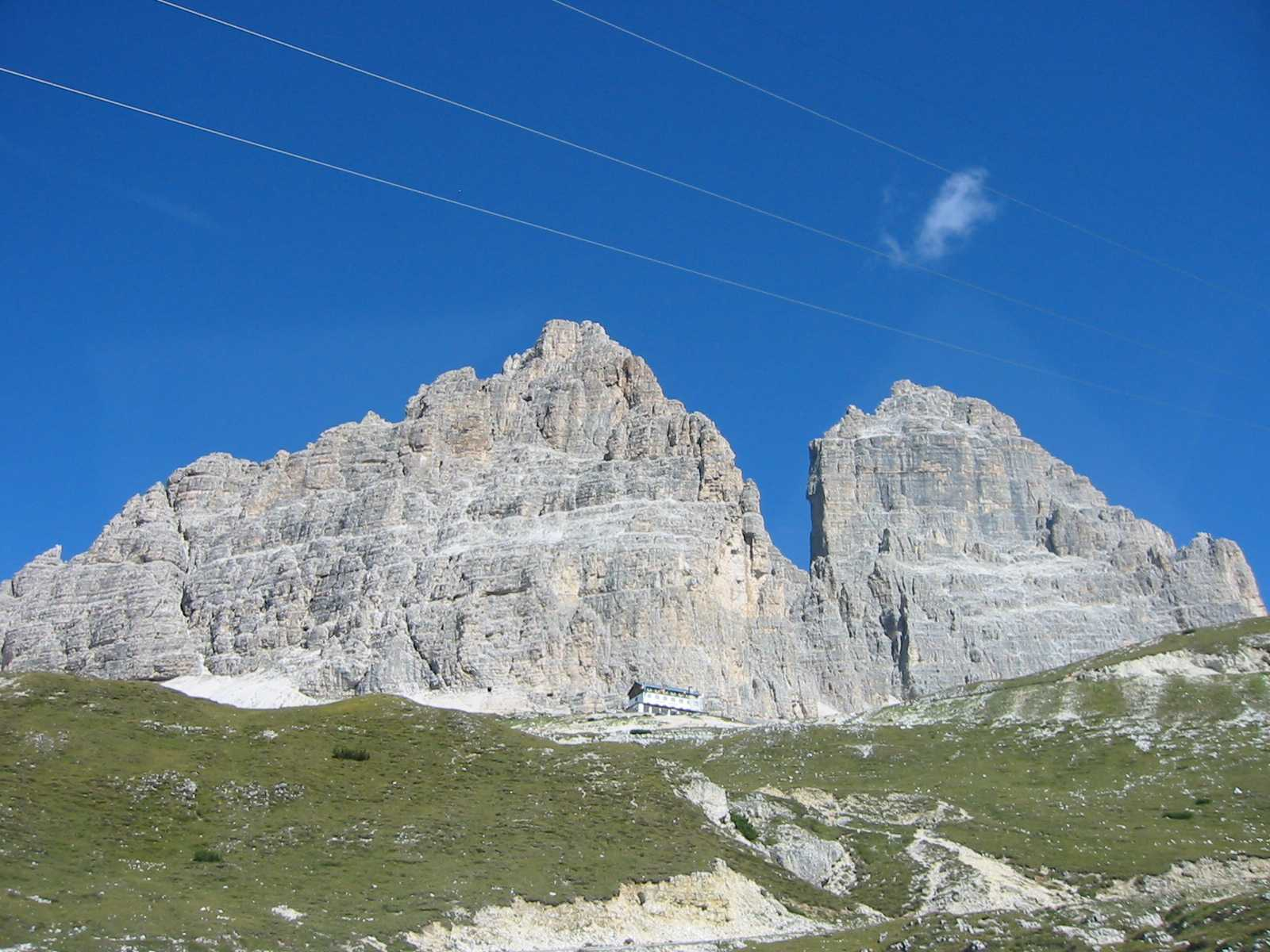
Il rifugio Auronzo
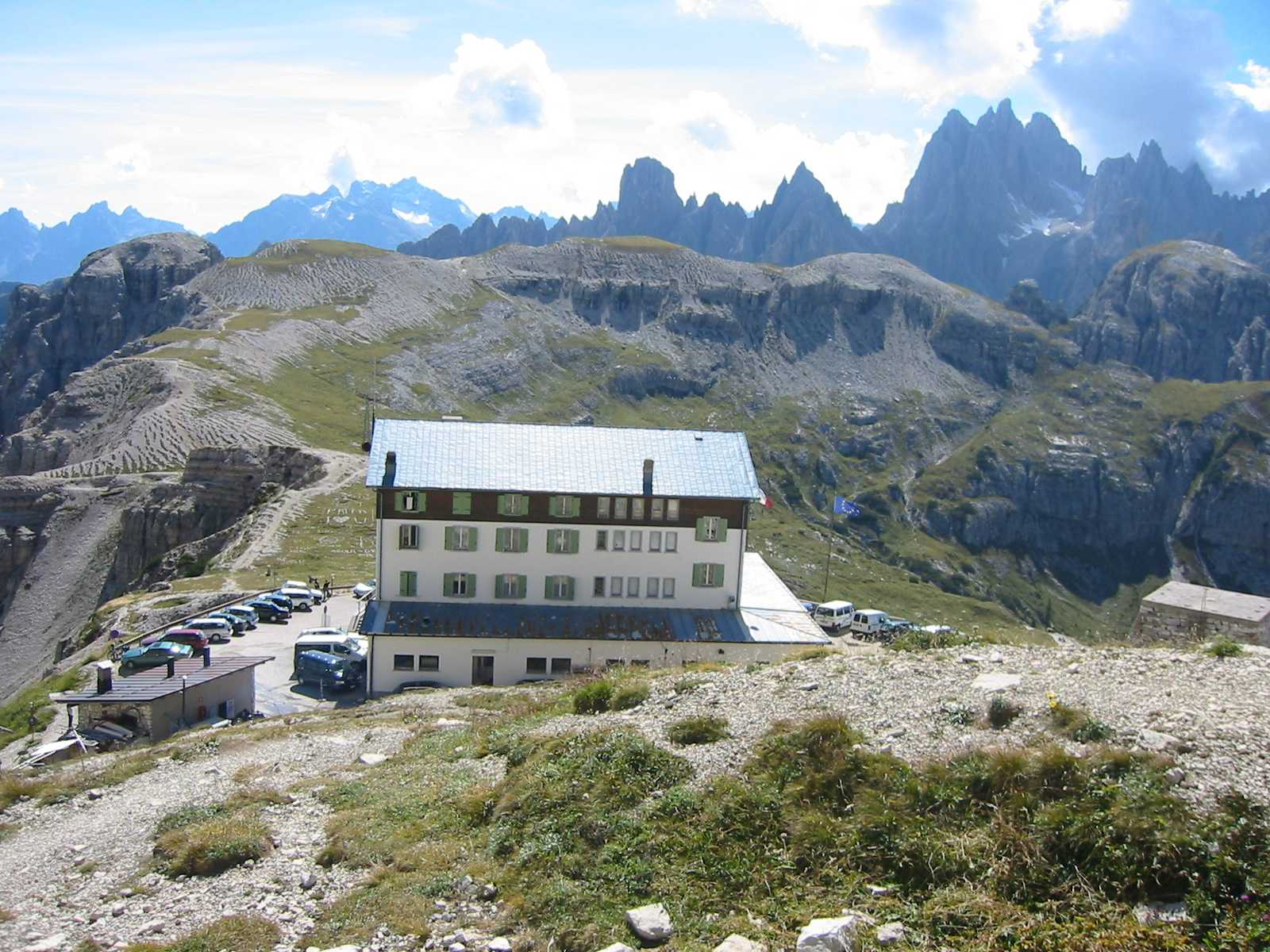
Il rifugio Auronzo
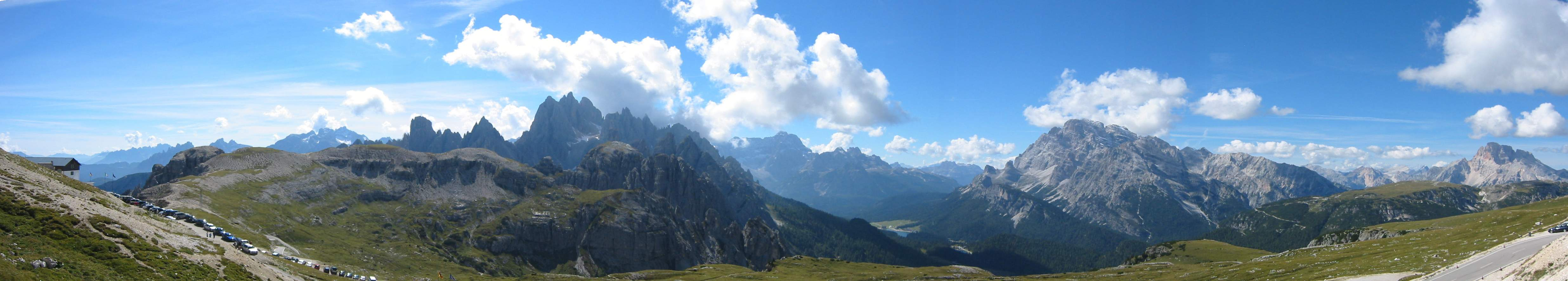
Panorama dal rifugio Auronzo